# Polígon de Son Castelló
El Polígon de Son Castelló és un polígon industrial de la ciutat de Mallorca situat entre el camí de Sóller, el camí de Bunyola i el torrent d'en Barberà. Existeix de 1967 ençà i pren el nom de l'antiga possessió de Son Castelló, la més important de les que es trobaven a les terres que ocupa. Juntament amb la part més moderna de la Indioteria, el Polígon de Son Fusteret, Son Hugo, el Polígon de Son Rossinyol i l'hipòdrom de Son Pardo, forma allò que l'Ajuntament anomena barri de La Indioteria (urbà).
Ocupa una superfície de més de dos quilòmetres quadrats, dels quals devers 200.000 m2 són destinats a zones verdes i esportives i més d'un quilòmetre quadrat i mig a les parcel·les industrials, mentre que la resta és via pública. Les seves cotes oscil·len entre els 35 i els 54m sobre el nivell del mar. Compta amb quatre estacions de metro: l'estació de Son Fuster Vell, l'estació de Son Castelló, l'estació de Gran Via Asima i l'estació del Camí dels Reis.

## Història
Abans de la construcció del polígon, a les terres que ocupa hi havia diverses possessions: Son Llorenç, Son Daviu, Son Orpina, Son Estaca, Son Rigo i, principalment, Son Castelló. La urbanització fou promoguda per l'Associació Sindical d'Industrials de Mallorca, Asima, fundada el 1964 amb l'objectiu de crear una infrastructura industrial moderna a Mallorca. El 1966 hom aprovà el pla parcial i les obres acabaren el 1967; dos anys més tard s'havien acabat de vendre les parcel·les. Inicialment prengué el nom franquista de Polígono de la Victoria, però en realitat popularment s'imposà el nom de Polígon de Son Castelló, que feia referència a la principal de les possessions que hi havia hagut. El 1984 rebé el nom oficial de Polígon de Ramon Esteban Fabra, president d'Asima fins a 1970, si bé és un nom que no es fa servir gairebé mai.

### Son Castelló
La possessió de Son Castelló està documentada de força antic. Primer s'anomenava Son Perera, fins que prengué el nom de Joan Castelló, el qual apareix documentat com a propietari entre 1578 i 1609. Fou propietat dels Castelló fins a la seva urbanització: Antònia Castelló i Siquier, usufructuària de l'herència de sa germana Maria Josepa, morí el 1952, i Son Castelló passà a un dels seus nets (fills de sa filla, Concepció Montis i Castelló, prematurament morta), Josep Roses Montis, qui en fou propietari entre 1955 i 1965.
Abans de ser urbanitzat, la possessió era dedicada principalment a ametlerars i cereals, però també hi havia un hort amb tarongers i una guarda d'ovelles. No obstant això, entre el moment de la mort de Maria Josepa Castelló el 1932 i el moment del repartiment de la seva herència el 1955 havien passat molts d'anys, i la possessió es trobava en un estat de cert abandonament. Era llogat als Rigo, una família d'amos especialitzada en ramaderia ovina, i per això l'explotació agrícola visqué un dels seus pitjors moments. Cap a 1960, passaren a ser amitgers els pollencins Antoni Capllonch Torrandell i la seva esposa, Maria Muntaner Nadal, els quals vivien a les cases de la possessió.
En el moment de vendre la possessió, Josep Roses Montis pretenia d'aturar-se vint quarterades de terra devora el torrent, però finalment acabà per cedir i també ho va vendre. No obstant això, els antics amitgers, Antoni Capllonch i Maria Muntaner, habitaren dins les cases que tenien llogades fins que foren esbucades l'any 1978. Eren situades al cap de cantó dels carrers Gremi de Teixidors amb Gremi de Sabaters.